# David Prieto
David Prieto Gálvez (Sevilla, 2 januari 1983) is een Spaans voormalig voetballer die doorgaans speelde als centrale verdediger. Tussen 2002 en 2020 was hij actief voor Sevilla B, Jerez, Sevilla, Xerez, Tenerife, Córdoba, opnieuw Xerez, Lugo, Real Murcia, Atlético Baleares, Mirandés en Fuenlabrada.

## Clubcarrière
Prieto speelde in de jeugd van Sevilla en brak door op huurbasis bij Jerez. Nadat hij niet veel aan spelen toe wist te komen in het eerste elftal en op vijfentwintigjarige leeftijd te oud werd voor de beloften, werd hij verhuurd aan achtereenvolgens Xerez en Tenerife. In de zomer van 2011 werd hij verkocht aan Córdoba, waarvoor hij tweeëntwintig duels speelde. Tussen 2012 en 2013 was de verdediger actief namens zijn oude club Xerez, waarna hij in januari 2014 voor een half jaar tekende bij Lugo. Hierna verkaste hij naar Real Murcia. In juli 2015 tekende de centrumverdediger voor Atlético Baleares. Na twee jaar bij deze club verkaste de Spanjaard naar Mirandés. Na een seizoen verlengde hij zijn contract met één seizoen, tot medio 2019. Prieto speelde in het seizoen erna maar drie wedstrijden in de eerste seizoenshelft, waarna zijn contract in onderling overleg werd ontbonden. Een maand later werd Fuenlabrada zijn nieuwe werkgever. In de zomer van 2020 verliep de verbintenis van Prieto bij Fuenlabrada, waarop hij besloot op zevendertigjarige leeftijd een punt te zetten achter zijn actieve loopbaan.